# Famille de Thou
La famille de Thou est une famille éteinte de la noblesse française, originaire d’Orléans, puis établie à Paris. 
Elle compte parmi ses membres quatre magistrats et un évêque. 
Elle s'est éteinte en la personne de Jacques Auguste de Thou (1655-1746), dernier du nom, mort sans postérité.

## Histoire
La famille de Thou est originaire d’Orléans.
Cette famille enrichie dans la magistrature s'est éteinte le 17 avril 1746 en la personne de l'abbé Jacques Auguste III de Thou.[réf. nécessaire]

## Filiation
Ci-dessous, une filiation simplifiée de la famille de Thou :
- Jean de Thou, seigneur du Bignon, bourgeois d'Orléans, vers 1320-1330.
  - Silvestre de Thou, seigneur du Bignon, gouverneur de l'Orléanais, marié avec Perrette Compaing.
    - Jean de Thou, seigneur du Bignon, marié le 24 janvier 1388, Orléans (Loiret), avec Pasquette du Bey.
      - Jacques de Thou ( ?-1447), seigneur du Bignon, échevin d'Orléans entre 1439 et 1446.
        - Jacques de Thou, seigneur du Bignon et de Francheville, combat au siège d'Orléans, en 1428 ; échevin d'Orléans en 1455 et 1456, marié avec Marion Viole.
          - Jacques de Thou (?-1504 à Paris), seigneur du Bignon, avocat général en la Cour des Aides en 1472, marié avec Geneviève Le Moine ( ?-1615 à Paris).
            - Augustin de Thou (fin du XVe siècle-1554 à Paris), seigneur de Bonneuil, seigneur de Villebon, président au Parlement de Paris, marié avec Claude de Marle.
              - Christophe de Thou (1508-1582 à Pontorson), sieur de Cély, de Bonneuil, de Stains, de Saint-Germain et de Charenton, seigneur d'Hemery, premier président au parlement de Paris (1562), chancelier du frère du roi et bailli de Melun, marié avec Jacqueline de Tuleu, dame de Cely ( ?-1588 à Paris).
                - Jean de Thou ( ?-1579 à Paris), seigneur de Bonneuil, conseiller du Roi en son Conseil Privé et maître des requêtes, marié en 1568 avec Renée Baillet (ca. 1550-1592 à Paris).
                  - René de Thou, seigneur de Bonneuil, conducteur des Ambassadeurs, marié avec Marie Faye (1581-1666 à Paris), sans postérité masculine.

                - Christophe Auguste de Thou (1539 à Paris-1588 à Paris), seigneur de La Grande Paroisse et de Saint-Germain, grand-maître des Eaux et forêts de Normandie et bailli de Melun, marié avec Françoise Allegrain (1552 à Paris- ?), dont deux fils sans postérité.
                - Jacques Auguste de Thou (1553 à Paris-1617 à Paris), baron de Meslay, seigneur d'Hemery, seigneur de Villebon-sur-Yvette, maître des requêtes en 1584, notaire et secrétaire du Roi; président à mortier au parlement de Paris, grand maître de la Bibliothèque du Roi (1593) et historien. Marié en premières noces en 1587 avec Marie de Barbançon (ca. 1565-1601). Marié en secondes noces en 1603 à Paris avec Gasparde de La Châtre (1577-1616).
                  - François-Auguste de Thou (1604 à Paris-1642 à Lyon), intendant de Bourgogne de 1632 à 1635, conseiller d'Etat, ami de Cinq-Mars, arrêté au camp de Perpignan le 6 juin 1642, condamné à mort à Lyon et décapité place des Terreaux.
                  - Achille Auguste de Thou (1608 à Paris-1635), conseiller au Parlement de Bretagne.
                  - Jacques Auguste (1609 à Paris(1677 à Paris), baron de Meslay, seigneur de Venvre, de Saint-Germain en Brie et du Bois Thibault, conseiller du Roi en ses conseils et en sa cour en Parlement de Paris, marié avec Marie Picardet ( ?-1663).
                    - Jacques Auguste de Thou (1655-1746), abbé de Samer-aux-Bois et de Souillac, dernier du nom.

              - Adrien de Thou (1527 à Paris-1570), sieur de Hierville, chanoine de Notre-Dame de Paris, conseiller clerc au Parlement en 1556 et maître des requêtes en 1567.
              - Nicolas de Thou (1528 à Paris-1598 à Villebon-sur-Yvette), seigneur de la Plesse-Villebon, conseiller clerc au parlement puis évêque de Chartres en 1573.

## Personnalités
- Augustin de Thou ( -1554), président à mortier au Parlement de Paris.
  - Christophe de Thou (1508 - 1582), avocat, bailli de Melun et premier président du Parlement de Paris.
    - Jacques Auguste de Thou (1553-1617), écrivain, président d'une cour de justice et célèbre bibliophile.
      - François-Auguste de Thou (1604-1642), magistrat exécuté lors de la conspiration de Cinq-Mars.

  - Nicolas de Thou (1528-1598), évêque de Chartres, célébra le sacre de Henri IV.

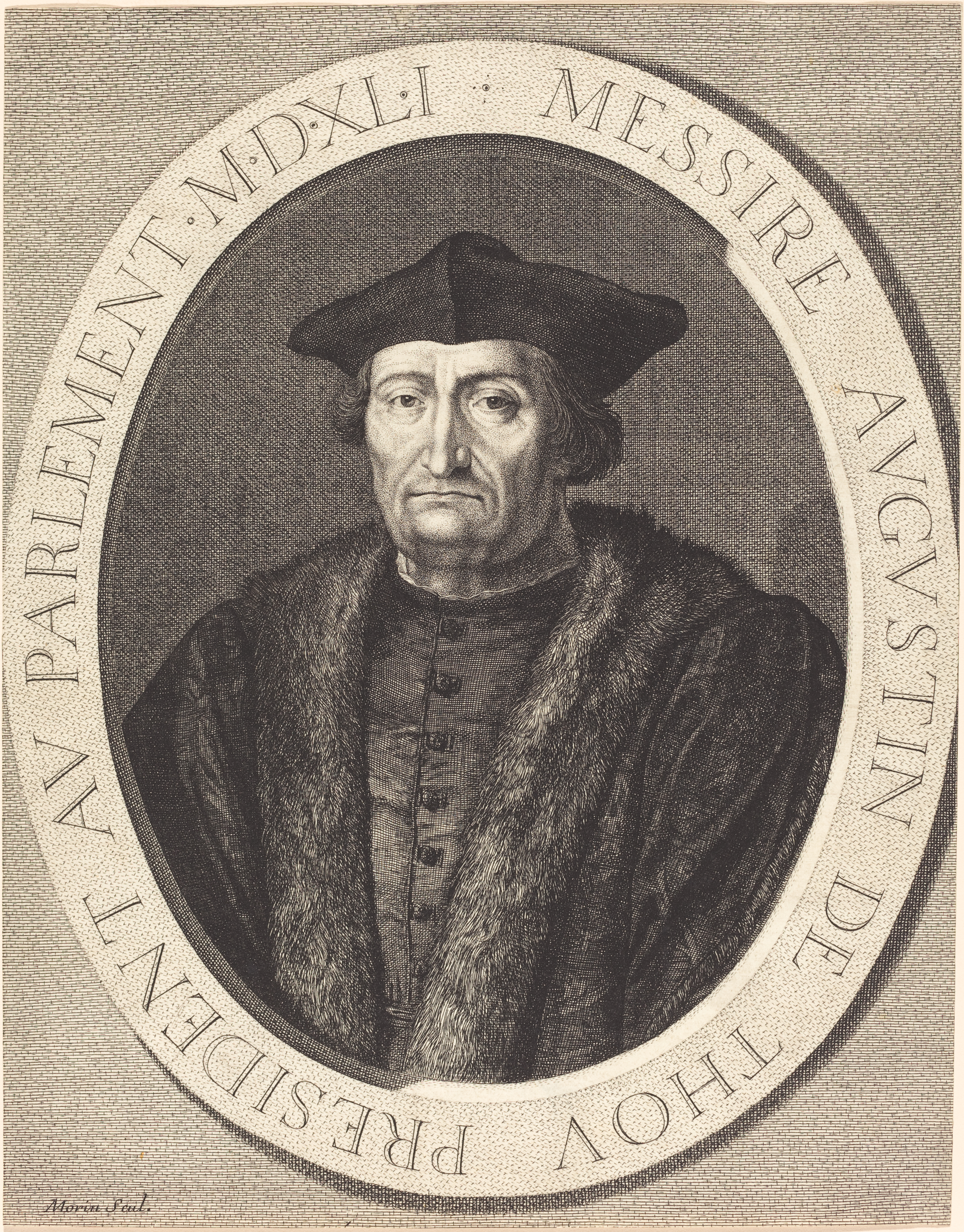
Augustin de Thou (?-1554).
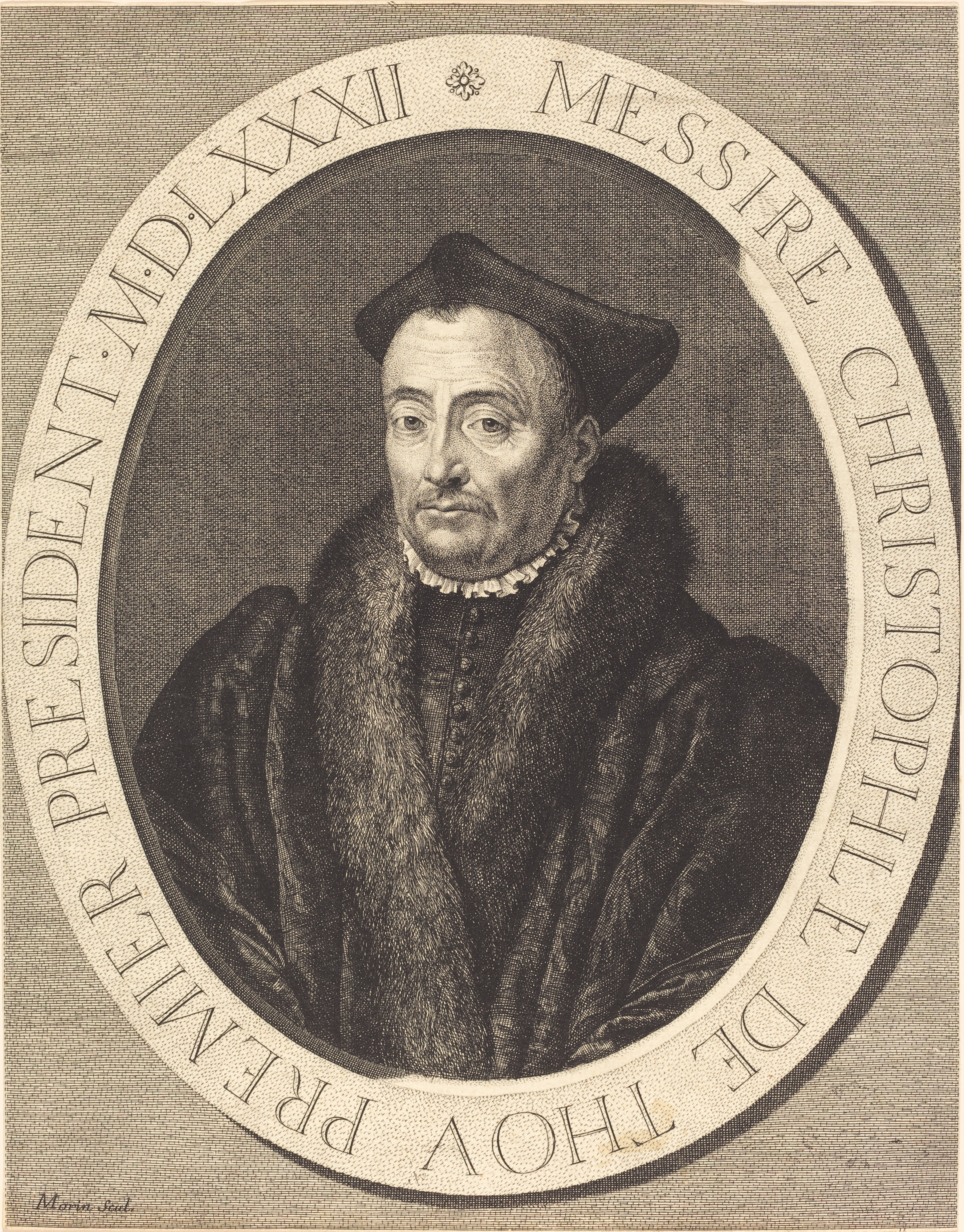
Christophe de Thou (1508-1582).
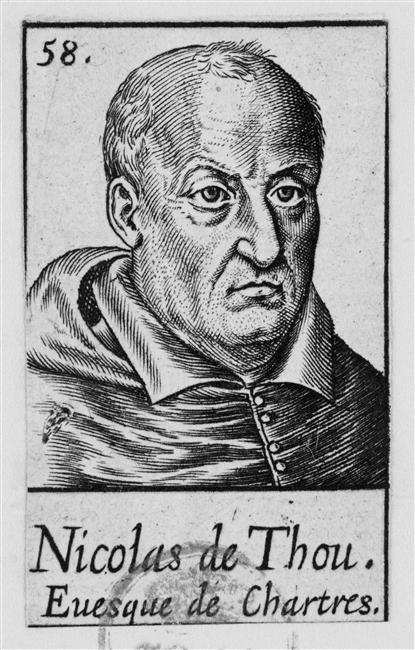
Nicolas de Thou (1528-1598).
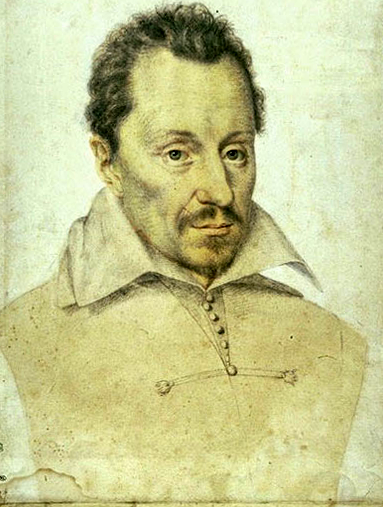
Jacques Auguste de Thou (1553-1617).
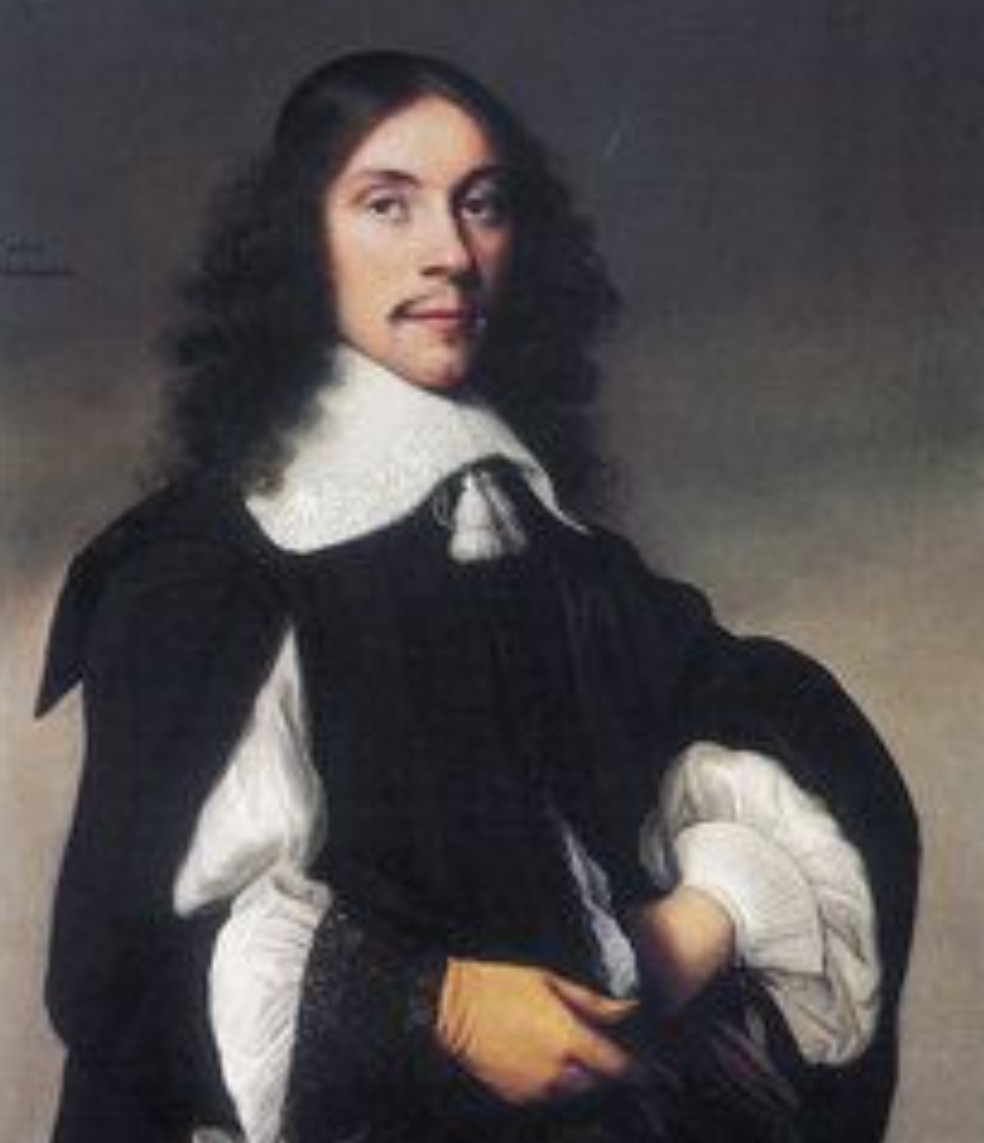
François Auguste de Thou (1604-1642).

## Alliances
Les principales alliances de la famille de Thou sont : de Marle, de Tuleu, de La Châtre.

## Armoiries
La famille de Thou porte : D'argent au chevron de sable accompagné de trois taons du même.

Blason de la famille de Thou.